# 帕克地帶 (亞利桑那州)
帕克地帶（英語：Parker Strip）是位於美國亞利桑那州拉巴斯縣的一個人口普查指定地區。根據2010年美國人口普查，該地人口為662人，而該地的面積約為10.75平方千米。

## 地理
帕克地帶的座標為34°13′40″N 114°10′56″W / 34.22778°N 114.18222°W，而該地最高點為海拔高度129米（即423英尺）。